# Мартіна Кавальєро
Мартіна Кавальєро  (ісп. Martina Cavallero; нар. 7 травня 1990) — аргентинська хокеїстка на траві, олімпійська медалістка, нападаюча клубу «герлінг» і збірної Аргентини . Срібний призер літніх Олімпійських ігор 2012 року, переможниця Світової ліги 2014/2015, триразова переможниця Трофея чемпіонів. Відзначена нагородами з боку міністерства спорту Аргентини.

## Виступи на Олімпіадах
| Олімпіада   | Дисципліна     | Місце |
| ----------- | -------------- | ----- |
| Лондон 2012 | хокей на траві | 2     |

## Зовнішні посилання
- Досьє на sport.references.com [Архівовано 18 квітня 2020 у Wayback Machine.]